# مولتون (تكساس)
مولتون (بالإنجليزية: Moulton)‏ هي مدينة أمريكية تقع في ولاية تكساس.تبلغ مساحة هذه المدينة 2.1 (كم²)،ويبلغ عدد سكانها 944 نسمة حسب إحصاء سنة 2010 م. تشير إحصاءات سنة 2000م بأن الكثافة السكانية في هذه المدينة تقدر بـ(443) نسمة/كم2.

## التركيبة السكانية
حدّد مكتب تعداد الولايات المتحدة بيانات التركيبة السكانية لمولتون في تعداد الولايات المتحدة. في ما يلي، التركيبة السكانية حسب تعدادي 2000 و2010.

### تعداد عام 2000
بلغ عدد سكان مولتون 944 نسمة بحسب تعداد عام 2000، وبلغ عدد الأسر 383 أسرة وعدد العائلات 244 عائلة مقيمة في البلدة. في حين سجلت الكثافة السكانية 437 نسمة لكل كيلومتر مربع (1,131.8/ميل2). وبلغ عدد الوحدات السكنية 451 وحدة بمتوسط كثافة قدره 208.8 لكل كيلومتر مربع (540.8/ميل2).
وتوزع التركيب العرقي للبلدة بنسبة 95.87% من البيض و0.74% من الأمريكيين الأفارقة و0.11% من الأمريكيين ذوي الأصول الآسيوية و2.33% من الأعراق الأخرى و0.95% من عرقين مختلطين أو أكثر و13.14% من الهسبانيون أو اللاتينيون من أي عرق.
بلغ عدد الأسر 383 أسرة كانت نسبة 31.1% منها لديها أطفال تحت سن الثامنة عشر تعيش معهم، وبلغت نسبة الأزواج القاطنين مع بعضهم البعض 52.5% من أصل المجموع الكلي للأسر، ونسبة 9.1% من الأسر كان لديها معيلات من الإناث دون وجود شريك، بينما كانت نسبة 2.1% من الأسر لديها معيلون من الذكور دون وجود شريكة وكانت نسبة 36.3% من غير العائلات. تألفت نسبة 32.9% من أصل جميع الأسر من عدة أفراد يعيشون في نفس المنزل ونسبة 24% كانت تتألف من شخص يعيش بمفرده يبلغ من العمر 65 عاماً أو أكثر. وبلغ متوسط حجم الأسرة المعيشية 2.31، أما متوسط حجم العائلات فبلغ 2.97.
بلغ العمر الوسطي للسكان 43.1 عاماً. وكانت نسبة 23.3% من القاطنين تحت سن الثامنة عشر، وكانت نسبة 6.8% بين الثامنة عشر والرابعة والعشرين عاماً، ونسبة 22.4% كانت واقعةً في الفئة العمرية ما بين الخامسة والعشرين والرابعة والأربعين عاماً، ونسبة 19.7% كانت ما بين الخامسة والأربعين والرابعة والستين، ونسبة 21.7% كانت ضمن فئة الخامسة والستين عاماً فما فوق. يوجد لكل 100 أنثى 94.7 ذكر، ويوجد لكل 100 أنثى في الثامنة عشر من عمرها فما فوق 84.0 ذكر.
بلغ متوسط دخل الأسرة في البلدة 27,865 دولارًا، أما متوسط دخل العائلة فبلغ 34,688 دولارًا. وكان متوسط دخل الذكور 23,125 دولارًا مقابل 18,971 دولارًا للإناث. وسجل دخل الفرد الخاص بالبلدة 16,284 دولارًا. وكانت نسبة 7.7% من العائلات ونسبة 13.8% من السكان تحت خط الفقر، وكان من هؤلاء نسبة 14% تحت سن الثامنة عشر ونسبة 20.9% في الخامسة والستين من العمر وما فوق.

### تعداد عام 2010
بلغ عدد سكان مولتون 886 نسمة بحسب تعداد عام 2010، وبلغ عدد الأسر 377 أسرة وعدد العائلات 220 عائلة مقيمة في البلدة. في حين سجلت الكثافة السكانية 410.2 نسمة لكل كيلومتر مربع (1,062.4/ميل2). وبلغ عدد الوحدات السكنية 474 وحدة بمتوسط كثافة قدره 219.4 لكل كيلومتر مربع (568.2/ميل2).
وتوزع التركيب العرقي للبلدة بنسبة 84.54% من البيض و0.68% من الأمريكيين الأفارقة و0.11% من الأمريكيين ذوي الأصول الآسيوية و13.43% من الأعراق الأخرى و1.24% من عرقين مختلطين أو أكثر و21.44% من الهسبانيون أو اللاتينيون من أي عرق.
بلغ عدد الأسر 377 أسرة كانت نسبة 25.5% منها لديها أطفال تحت سن الثامنة عشر تعيش معهم، وبلغت نسبة الأزواج القاطنين مع بعضهم البعض 44.3% من أصل المجموع الكلي للأسر، ونسبة 9% من الأسر كان لديها معيلات من الإناث دون وجود شريك، بينما كانت نسبة 5% من الأسر لديها معيلون من الذكور دون وجود شريكة وكانت نسبة 41.6% من غير العائلات. تألفت نسبة 36.9% من أصل جميع الأسر من عدة أفراد يعيشون في نفس المنزل ونسبة 20.7% كانت تتألف من شخص يعيش بمفرده يبلغ من العمر 65 عاماً أو أكثر. وبلغ متوسط حجم الأسرة المعيشية 2.22، أما متوسط حجم العائلات فبلغ 2.90.
بلغ العمر الوسطي للسكان 47.3 عاماً. وكانت نسبة 20.3% من القاطنين تحت سن الثامنة عشر، وكانت نسبة 6% بين الثامنة عشر والرابعة والعشرين عاماً، ونسبة 21.3% كانت واقعةً في الفئة العمرية ما بين الخامسة والعشرين والرابعة والأربعين عاماً، ونسبة 26.6% كانت ما بين الخامسة والأربعين والرابعة والستين، ونسبة 25.7% كانت ضمن فئة الخامسة والستين عاماً فما فوق. وتوزع التركيب الجنسي للسكان بنسبة 45.8% ذكور و54.2% إناث.